# Bastogne-Nord
Bastogne-Nord – nieczynna stacja kolejowa w Bastogne, w prowincji Luksemburg, w Belgii. Znajduje się na linii 163. Libramont – Gouvy. Stacja została zamknięta w 1993.